# Ассер Валленіус
Ассер Рафаель Валленіус (23 липня 1902 — 25 лютого 1971) — фінський ковзаняр і гонщик, учасник Зимових Олімпійських ігор 1924 року.
У 1924 році він фінішував п'ятим на дистанції 500 метрів, десятим на дистанції 5000 метрів, а також десятим на дистанції 10000 метрів. Він також брав участь у забігу на 1500 метрів, але не фінішував, тому він також не мав місця в багатоборстві.
Після завершення змагань Валленіус перейшов у автоперегони та брав участь у змаганнях лише з обох сторін Другої світової війни, включно з третім місцем на Гран-прі Естонії.

## Зовнішні посилання
- Ковзанярський спорт 1924 (польською)